# Jakobsweg Oberes Mühlviertel
Der Jakobsweg Oberes Mühlviertel ist ein 135 Kilometer langer durchgehend beschilderter länderübergreifender Abschnitt des Jakobsweges Böhmen–Bayern–Tirol der von der UNESCO-Weltkulturerbe-Stadt Český Krumlov in Tschechien durch den Böhmerwald und das Obere Mühlviertel nach Passau im Bayerischen Wald in Deutschland führt.
Der Jakobsweg von Krumau nach Passau verläuft im böhmischen Jihočeský kraj im Okres Český Krumlov, in Oberösterreich im Bezirk Rohrbach und in Bayern im Landkreis Passau.
Im Abschnitt Untergriesbach ist der Jakobsweg bei Gottsdorf an den Donausteig, bei Schmölz im Erlautal an den Goldsteig und den Weitwanderweg E8 angebunden.

## Beschreibung
Als Ausgangspunkt für die Fortsetzung des aus Polen (Warschau, Krakau) kommenden Jakobsweges wurde Krumau in Tschechien gewählt, das zum Seelsorgegebiet des Stiftes Schlägl gehörte und gleichzeitig größte Nachbarstadt des Klosters ist.
Der Weg führt über Maria Gojau (Kájov), einen der ältesten Marienwallfahrtsorte in Böhmen, über Novosedly (Ortsteil von Gojau) und Lagau (Slavkov, Ort in der Gemeinde Bohdalovice) zur Jakobskirche Kirchschlag (Světlík) und weiter bis nach Friedberg (Frymburk nad Vltavou) am Ufer des Moldaustausees. Die Überquerung des Sees erfolgt mit Hilfe einer Fähre.
Durch den Nationalpark Šumava verläuft der Pilgerweg zunächst entlang des Sees zur Jakobus- und Philippuskirche Vorder Heuraffl (Přední Výtoň) und dann weiter nach St. Thomas (Svatý Tomáš) zur Burgruine Wittinghausen Vítkův hrádek, die aus den Erzählungen Adalbert Stifters bekannt ist, und weiter über Koranda zum Grenzübergang bei Sankt Oswald bei Haslach.
In Sankt Oswald führt ein Steilstufenweg in die Furtmühle und auf dem Wanderweg Große Mühl zum Stift Schlägl. Von dort nutzt der Jakobsweg den Schlägler Rundweg zur Wallfahrtskirche St. Wolfgang am Stein, von wo es über Katzing zur Kollonödt auf dem Kirchsteig nach Maria Trost in Berg bei Rohrbach geht, bevor auf dem Kapellenweg die Jakobskirche in der Bezirkshauptstadt Rohrbach erreicht wird. In Rohrbach befindet sich eine Lorettokapelle mit Schwarzer Madonna.
Der Jakobsweg verläuft auf dem Götzendorfersteig nach Götzendorf und folgt weiter der Markierung auf dem Brezen-Jausenweg vorbei am Brezerhaus nach Sarleinsbach und auf dem Donau-Ameisberg-Rundweg über Altendorf und Ohnhäusl sowie Ellmannsberg und Wulln nach Maria Bründl bis nach Putzleinsdorf.
Bis Pfarrkirchen im Mühlkreis folgt der Jakobsweg dem Wallfahrtsweg über Männersdorf und Spielleiten, führt auf dem Lugabauernweg zum Schloss Altenhof und auf dem Bischof Firmian-Weg nach Neustift im Mühlkreis, wo es auf dem Schmugglersteig über die Grenze nach Gottsdorf (gotische Jakobskirche mit barocker Ausstattung) geht.
In Bayern folgen in der Marktgemeinde Untergriesbach Ramesberg, Stollberg, Bad Lämmersdorf, Diendorf, Untergriesbach, Zipf, Rampersdorf, Schaibing, Aubachtal, Aubachmühle und Schmölz.
Die nächste Gemeinde auf dem Pilgerweg ist Thyrnau mit Schmölz im Erlautal, vorbei an der Martinskapelle nach Zwölfing, Mitteröd, Hundsdorf bis Thyrnau mit der Christopheruskirche, der Pfarrkirche Franz Xaver, der Lorettokapelle und dem Kloster der Zisterzienserinnenabtei Sankt Josef, bevor es weiter nach Weihermühl geht.
In Thyrnau hat der Jakobsweg Anschlüsse an den Donausteig, den Goldsteig und den  Weitwanderweg E8.

## Projekt
Der Weg wurde nach einer Idee von Maximilian Bogner unter der Führung von Abt Martin Felhofer vom Stift Schlägl in Zusammenarbeit mit der Ferienregion Böhmerwald und mit Unterstützung des Landes Oberösterreich entwickelt und 2005 eröffnet.
Grundlagen der Routenplanung für den Jakobsweg durch das Obere Mühlviertel waren unter anderem eine mittelalterliche Wallfahrt von Kájov (Gojau) in der Region Krumau nach Sankt Wolfgang im Salzkammergut am Abersee, die Bedeutung Passaus als Hauptstadt des böhmisch-mühlviertlerischen Gebietes, alte Handelsstraßen nach Salzburg oder über Passau und Altötting und wichtige Orte entlang des Weges, beispielsweise die gotische Pfarrkirche Sankt Oswald in Aigen im Mühlkreis, das Stift Schlägl, die Stadt Rohrbach am Kreuzungspunkt von Via Regia und goldenem Steig mit der Jakobskirche und der Handelsmarkt Sarleinsbach mit der Kirche Sankt Peter.